# Noureddine Taboubi (basket-ball)
Pour les articles homonymes, voir Noureddine Taboubi.
Noureddine Taboubi (arabe : نوردين الطبوبي), né le 4 février 1949 à Béja, est un basketteur tunisien actif dans les années 1960 à l'Olympique de Béja.

## Biographie
Devenu entraîneur et arbitre international FIBA de 1982 à 2000, il est désigné arbitre honoraire en 2000 par la FIBA. Ce titre reconnaît ses 150 matchs internationaux, arbitrés durant les Jeux olympiques, les championnats du monde universitaires et plusieurs championnats continentaux et compétitions régionales à travers le monde.
Il est aussi commissaire technique et instructeur.
Noureddine Taboubi est professeur à l'Institut supérieur du sport et de l'éducation physique de Ksar Saïd depuis 1980.